# UNPREDEP
La Forza di Spiegamento Preventiva delle Nazioni Unite (UNPREDEP dall'inglese United Nations Preventive Deployment Force) è una missione dell'ONU creata il 31 marzo 1995 per rimpiazzare l'UNPROFOR nella neonata Repubblica di Macedonia.
Il mandato dell'UNPREDEP rimase sostanzialmente lo stesso: monitorare e riferire sugli sviluppi della zona di frontiera tra la Macedonia e la Serbia.
La missione è terminata il 28 febbraio 1999, raggiungendo gli obiettivi del mandato.